# Jebena

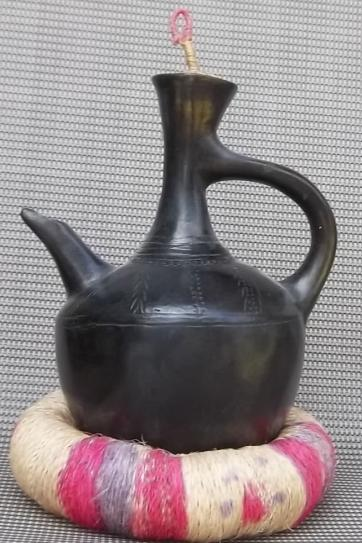
Un jebena.

Le jebena ou djebenah est un récipient traditionnel provenant de l'Éthiopie et l'Érythrée et utilisé dans la cérémonie du café (en amharique : jebena buna). Il est également utilisé au Soudan.

## Description
Le jebena est usuellement en céramique et a une base sphérique. Cependant il est également fabriqué avec de la terre noire, selon la technique du colombin. Comme à la protohistoire, des boudins de terre sont assemblés les uns aux autres puis lissés pour obtenir une paroi homogène sans utiliser de tour. 
Il s'agit d'un récipient couvert d'un couvercle de paille qui se caractérise par un long col, un bec minuscule et un fond arrondi.

## Préparation du café en Éthiopie

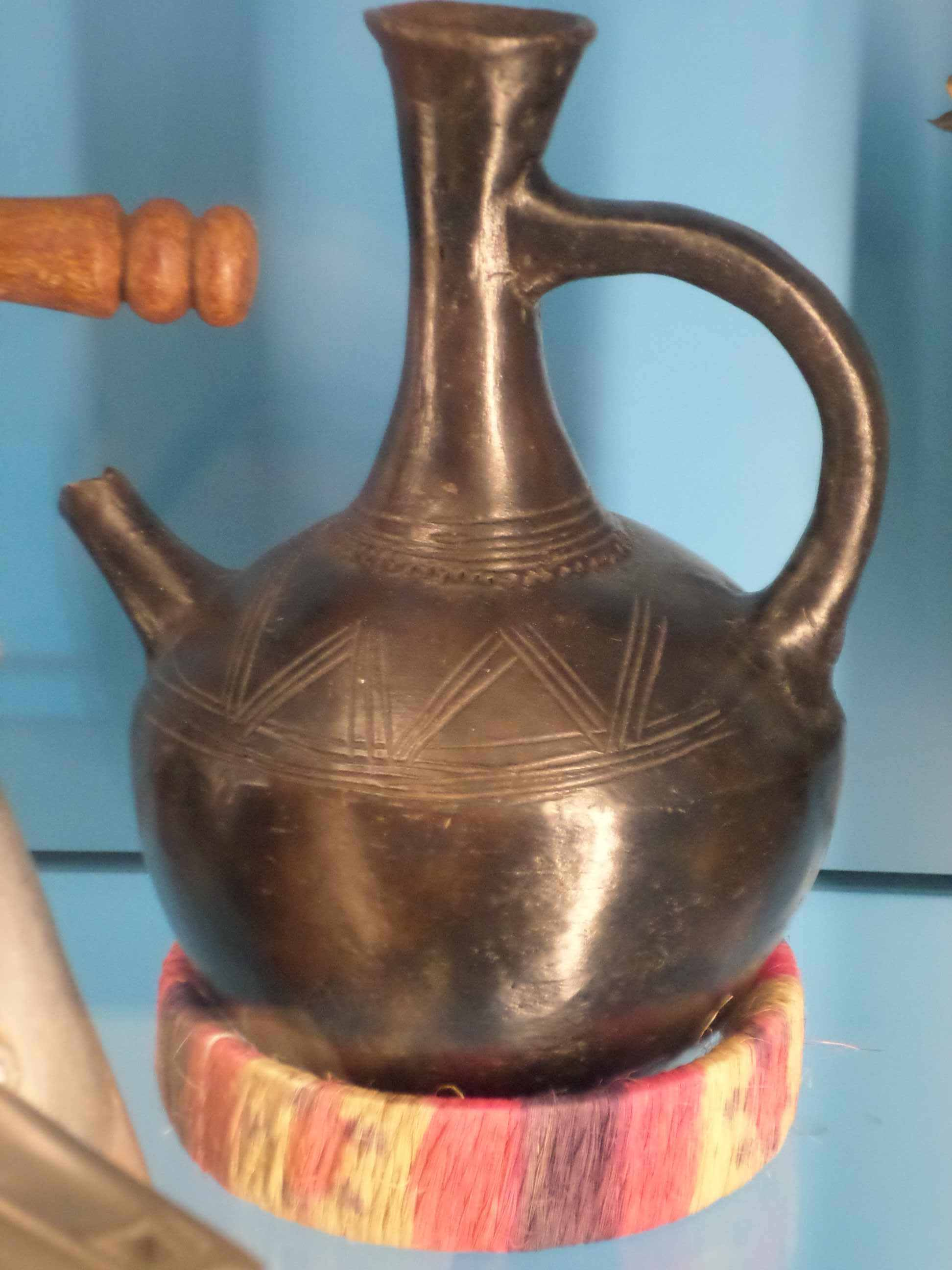
Un jebena reposant sur un maskamatcha.

L'utilisation du jebena rentre traditionnellement dans la préparation d'une cérémonie du café que l'on appelle en amharique jebena buna.